# Албуњано
Албуњано (итал. Albugnano) је насеље у Италији у округу Асти, региону Пијемонт.
Према процени из 2011. у насељу је живело 224 становника. Насеље се налази на надморској висини од 536 м.

## Становништво
Према резултатима пописа становништва 2011. у општини је живело 541 становника.
| 1931. | 1936. | 1951. | 1961. | 1971. | 1981. | 1991. | 2001. | 2011. |
| ----- | ----- | ----- | ----- | ----- | ----- | ----- | ----- | ----- |
| 755   | 744   | 650   | 561   | 486   | 410   | 417   | 462   | 541   |